# Erv Kanemoto

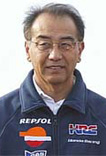
Erv Kanemoto

Erv Kanemoto (* 7. Mai 1943 in Utah) ist ein ehemaliger Techniker und Teambesitzer in der Motorrad-Weltmeisterschaft.

## Leben
Als Sohn eines Landwirts kam Kanemoto durch die Instandhaltung der Maschinen früh mit Technik in Kontakt. Als Jugendlicher bastelte er an Karts, mit denen seine Schwester Rennen fuhr. Mit Anfang 20 arbeitete er erstmals mit Motorrädern, als die Firma, bei der er beschäftigt war, bestreikt wurde und er währenddessen in der Werkstatt eines Freundes aushalf. Er zeigte Talent und wurde bei der Leistungssteigerung von Rennmotorrädern eingesetzt. Kanemoto machte sich schnell einen Namen als Tuner in der Rennszene. 1968 wurde er von Kawasaki als Rennmechaniker engagiert. 

### US-amerikanischer Rennsport
Anfang der 1970er gründete Kanemoto sein eigenes Rennteam und setzte Kawasakis in nationalen Meisterschaften ein. Von 1973 bis 1979 bildeten Kanemoto und der Fahrer Gary Nixon ein erfolgreiches Team mit einem Titel in der U.S. National Road Racing Championship.
Nach dem Rücktritt Gary Nixons 1979 wechselte Kanemoto als Techniker zu dem aufstrebenden Freddie Spencer, der bereits 1978 mit einer von Kanemoto aufgebauten Yamaha die AMA Grand Prix Championship in der Klasse bis 250 cm³ gewonnen hatte.

### Motorrad-WM

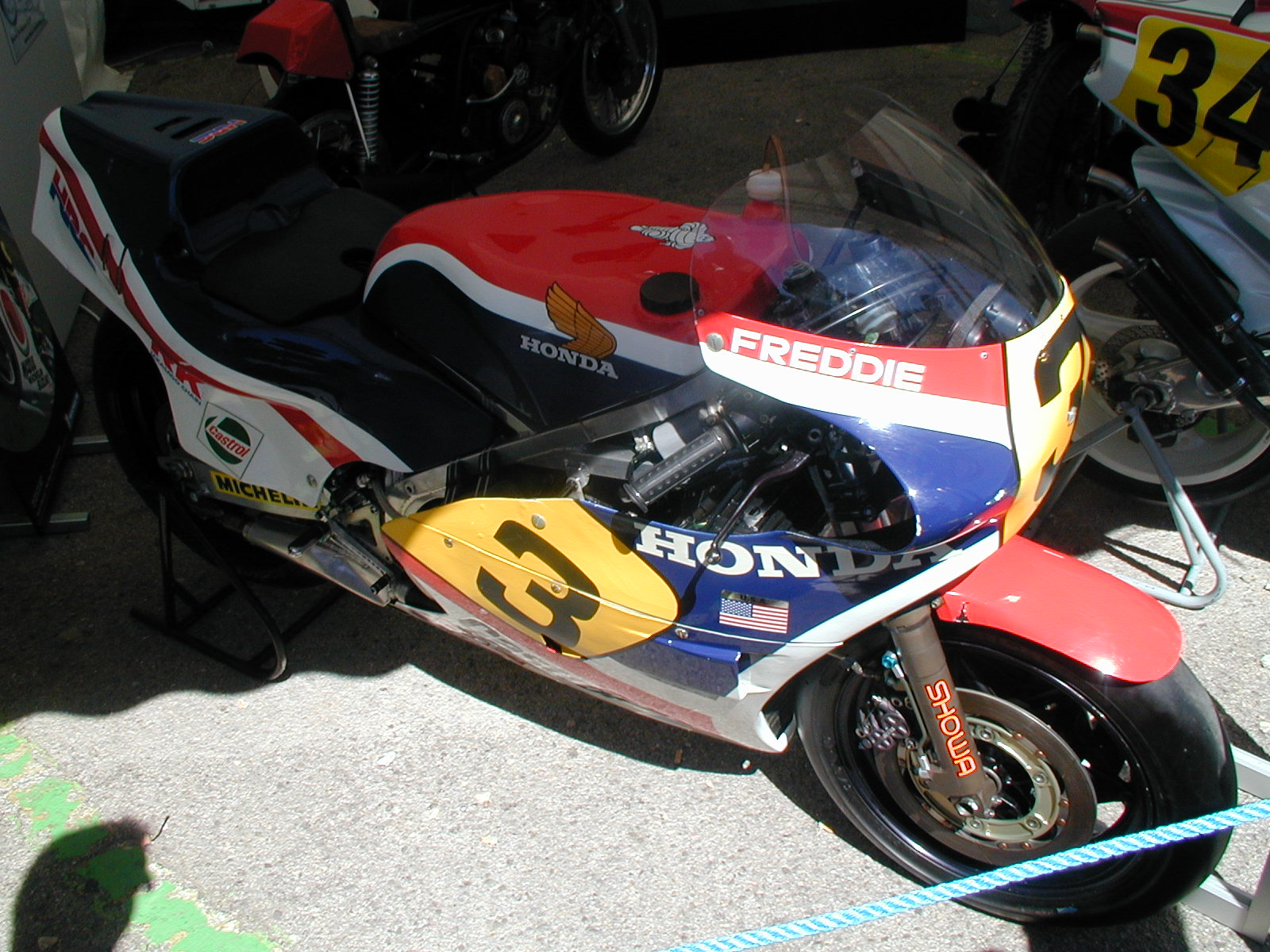
Freddie Spencers Honda von 1983

Während Spencer 1981 für Honda in der US-Superbike-Meisterschaft antrat, zog es Kanemoto in die Motorrad-Weltmeisterschaft, wo er zunächst als Mechaniker für den ehemaligen Weltmeister Barry Sheene im Yamaha-Werksteam arbeitete. Als Spencer 1982 in die WM wechselte, holte Honda Kanemoto ins Team. Kanemoto gewann als Technikchef mit Spencer drei WM-Titel (500 cm³ 1983, 250 cm³ und 500 cm³ 1985).
Kanemoto war bis 1988 bei Hondas Werksteam HRC, bevor er sein eigenes Team – Kanemoto Racing – gründete und weitere Titel mit Eddie Lawson (500 cm³ 1989), Luca Cadalora (250 cm³ 1991 und 1992) und Max Biaggi (250 cm³ 1997) gewann. Er arbeitete außerdem unter anderem mit Fahrern wie Wayne Gardner und Alex Barros.
Die Sponsorensuche gestaltete sich Ende der 1990er immer schwieriger. Nach der Saison 1999, in der Kanemoto keinen Geldgeber für seinen Fahrer John Kocinski finden konnte, wechselte er zu Bridgestone, um bei der Entwicklung eines Grand-Prix-Reifens zu helfen. 2002 setzte er eine Bridgestone-bereifte Maschine mit dem Fahrer Jürgen van den Goorbergh ein. Nach dieser Saison zog er sich von seiner Tätigkeit an der Rennstrecke zurück und arbeitete als Berater zunächst für Suzuki und später für Honda.

## Ehrungen
2001 wurde Kanemoto in die Motorcycle Hall of Fame aufgenommen.